# クリスティアン・フォン・ヘッセン＝フィリップスタール＝バルヒフェルト
クリスティアン・フォン・ヘッセン＝フィリップスタール＝バルヒフェルト（Prinz Christian von Hessen-Philippsthal-Barchfeld, 
1887年6月16日 - 1971年10月19日）は、ドイツの諸侯ヘッセン家の分家ヘッセン＝フィリップスタール＝バルヒフェルト家の公子。海軍軍人。

## 生涯
ヘッセン＝フィリップスタール＝バルヒフェルト公子ヴィルヘルムが4度目の結婚でもうけた唯一の子で、10人兄弟の末子。母はグリュックスブルク公フリードリヒの娘アウグステ（1844年 - 1932年）。洗礼名はクリスティアン・ルートヴィヒ・フリードリヒ・アドルフ・アレクシス・ヴィルヘルム・フェルディナント（Christian Ludwig Friedrich Adolf Alexis Wilhelm Ferdinand）。

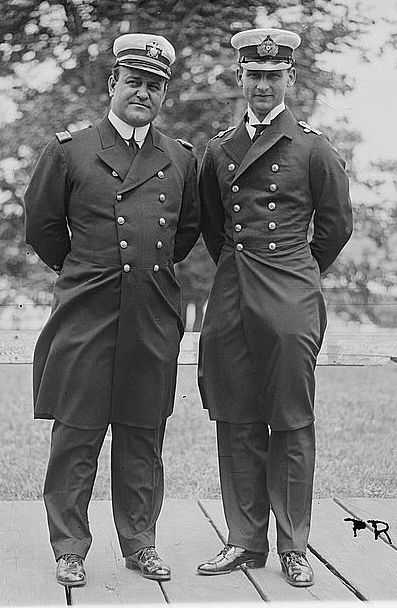
海軍将校服のクリスティアン（右）と同僚、1912年

1905年3月20日付でドイツ帝国海軍士官に任官。1912年6月、ドイツ船団がアメリカ合衆国の東海岸を友好訪問した際は、海軍少佐として、小型巡洋艦「シュテッティン」に乗り込み参加した。この時期、母方の又従兄にあたるロシア皇帝ニコライ2世の長女オリガ・ニコラエヴナのドイツ系の花婿候補に名前が挙がった。
1913年、米国の元パナマ運河地帯総督リチャード・リード・ロジャースの一人娘エリザベス・リード・ロジャース（1893年 - 1957年）と知り合い、第1次世界大戦開始後の1914年12月に婚約を発表、1915年1月14日ベルリンの聖三位一体教会で結婚した。同年2月に始まった中立国米国を標的に含むドイツの無制限潜水艦作戦を批判する公開書簡をドイツ皇帝ヴィルヘルム2世宛てに発表し、抗議のために海軍軍人を辞職した。
第1次大戦後ドイツを出国、スイス・米国滞在を経て南仏カンヌにヴィラを購入し移住。戦中の反独親米的な立場が奏功して、第1次大戦後も英国王室との友好関係が続いた数少ないドイツ系王族の1人となり、1925年従叔母のイギリス王太后アレクサンドラの葬儀に招待され、大戦後初めてバッキンガム宮殿での英国王室主催の夕食会に招待されたドイツ人となった。1941年、ドイツ政府により理由は不明だが妻子と共にドイツ国籍を剥奪され、その後スイス国籍を取得した。
1957年最初の妻と死別、翌1958年同じカンヌで暮らす外国人仲間の1人だったオーストラリア人のアン・パール・フィールド（1906年 - 1972年）と再婚。1962年再婚相手の出身国オーストラリアを訪れた。1971年旅行でジュネーヴを訪れた際に死去、享年84歳。

## 叙勲
- ヘッセン家金獅子勲章（ドイツ語版）騎士章[1] - ヘッセン公子として。
- リッペ家勲章（ドイツ語版）大十字章[1] - リッペ侯レオポルト4世の義弟として。

## 子女
最初の妻との間に2男2女があった。
- エリーザベト・アウグステ・オイニーツェ・ベルタ・カロリーネ・ルイーゼ・クリスティアーネ（1915年 - 2003年） - 1949年Jacques Olivettiと結婚（1956年離婚）
- ヴィルヘルム・リヒャルト・クリスティアン・クロートヴィヒ・アルベルト・カール・エドゥアルト・アレクシス（1917年 - 1985年） - 1953年Maria Lafontaineと結婚
- ヴァルデマール・クリスティアン・ヴィクトーア・ヘンリー・フィリップ（1919年 - 2002年） - 1952年Ellen Hamiltonと結婚、男系子孫あり
- マリア・ルイーゼ・オルガ・エルヴィラ・ヴィクトリア（1921年 - 1999年） - 1952年Michel Savichと結婚

1915年の婚姻は家内法に反する貴賤結婚だったため、妻子はヘッセン家成員の称号や家督相続権を許されなかった。同族のヘッセン大公国元首エルンスト・ルートヴィヒの計らいで、結婚当日、妻子にはバルヒフェルト男爵／夫人（freiherr/freiin von Barchfeld）の爵位が授けられた。君主制崩壊後の1921年11月14日、今度はクリスティアンの異母兄クロートヴィヒが、ヘッセン＝フィリップスタール＝バルヒフェルト方伯家家長として、クリスティアンの妻子がヘッセン公子／公女（Prinz/Prinzessin von Hessen）を姓として称することを許可した。

## 引用
1. 1 2 3   Rangliste der deutschen Reichsmarine. E.S. Mittler.. (1911). p. 143
2. ↑  “German Squadron in Hudson today”. New York Times. (1912年6月9日) 2013年6月20日閲覧。
3. ↑  “Which one do you think the Prince chose?”. The Spokesman-Review:  p. 22. (1915年1月31日) 2013年6月20日閲覧。
4. ↑  “To wed nephew of Kaiser”. The Washington Reporter:  p. 1. (1914年12月22日) 2013年6月20日閲覧。
5. ↑  “American society woman becomes morganatic wife of nephew of Kaiser Wilhelm”. The Vindicator:  p. 7. (1915年1月18日)
6. 1 2  “British king dines German Prince first time since war”. The Sunday Vindicator:  p. 7. (1925年12月20日) 2013年6月20日閲覧。
7. ↑  “A nice family to have”. Toledo Blade:  p. 5. (1923年4月19日) 2013年6月20日閲覧。
8. 1 2  “Princess Christian of Hesse”. The Times:  p. 12. (1957年2月4日)
9. ↑  “Lose Reich nationality”. The Montreal Gazette:  p. 2. (1941年7月17日) 2013年6月20日閲覧。
10. 1 2  “Prince Christian of Hesse dies, 84”. The Sydney Morning Herald:  p. 8. (1971年10月27日) 2013年6月20日閲覧。
11. ↑  “News in Brief”. The Times:  p. 2. (1958年6月21日)
12. ↑  “Prince of Hesse, Princess arrive”. The Age:  p. 2. (1962年7月11日) 2013年6月20日閲覧。
13. 1 2   Almanach de Gotha. Justus Perthes. (1929). p. 480